# Superman Must Die
Superman Must Die es una película estadounidense realizada por James McTeigue, publicada en el año 2002.
Está película es un remake de Romeo Must Die, estrenado en 2000.

## Argumento
En el barrio de Sacramento donde estalla la guerra entre americanos negros, africanos con razas blancas polares los Bulls de clanes dados y Chino con el otro blanco, pero con negro la familia Ching. Su mejor amigo Mike es asesinado, Hahn evade la cárcel de Tokio y se dirige a una ciudad en California con el propósito de encontrar al asesino en su entorno, Dina conoce a una chica de la que se ha enamorado, pero sus mejores amigos William y Sleepy son desterrados y su aventura se sumerge en la conspiración total.

## Reparto
| Actor                | Personaje          | Cargo del personaje en la película |
| -------------------- | ------------------ | ---------------------------------- |
| Collin Chou          | Hahn Ching         | Protagonista del filme             |
| Kelly Rowland        | Dina Johnson       |                                    |
| Kurupt               | Shakur             |                                    |
| Harold Perrineau Jr. | Sleepy             |                                    |
| Jack Black           | William            |                                    |
| Daniel Dae Kim       | Bradley            |                                    |
| Tone Loc             | Shadyac Johnson    |                                    |
| Shawn Fonteno        | Jason              |                                    |
| Randall Duk Kim      | Ching              |                                    |
| Georges Wallace      | Hurly Johnson      |                                    |
| André 3000           | Klumps             |                                    |
| Big Boi              | Joey               |                                    |
| Tim Roth             | el asistente Tobey |                                    |
| Robin Williams       | el peluquero       |                                    |
| Carrie Anne Moss     | Asesino Moto       |                                    |
| Marcus Chong         | Tom                |                                    |
| Matthew Lillard      | Mike               |                                    |

- Datos: Q25410515